# Municipio de Greenville (Indiana)
El municipio de Greenville (en inglés: Greenville Township) es un municipio ubicado en el condado de Floyd en el estado estadounidense de Indiana. En el año 2010 tenía una población de 6746 habitantes y una densidad poblacional de 77,76 personas por km².

## Geografía
El municipio de Greenville se encuentra ubicado en las coordenadas 38°22′19″N 85°58′28″O / 38.37194, -85.97444. Según la Oficina del Censo de los Estados Unidos, el municipio tiene una superficie total de 86.76 km², de la cual 86.48 km² corresponden a tierra firme y (0.32%) 0.28 km² es agua.

## Demografía
Según el censo de 2010, había 6746 personas residiendo en el municipio de Greenville. La densidad de población era de 77,76 hab./km². De los 6746 habitantes, el municipio de Greenville estaba compuesto por el 97.64% blancos, el 0.4% eran afroamericanos, el 0.22% eran amerindios, el 0.7% eran asiáticos, el 0.01% eran isleños del Pacífico, el 0.3% eran de otras razas y el 0.73% pertenecían a dos o más razas. Del total de la población el 0.98% eran hispanos o latinos de cualquier raza.